# Apoclea duplicata
Apoclea duplicata là một loài ruồi trong họ Asilidae. Apoclea duplicata được Becker miêu tả năm 1925. Loài này phân bố ở miền Ấn Độ - Mã Lai.